# Parafia Matki Bożej Ostrobramskiej w Lasie
Parafia Matki Bożej Ostrobramskiej w Lasie – parafia rzymskokatolicka w Lasie należąca do dekanatu Sucha Beskidzka archidiecezji Krakowskiej. Erygowana w 2008.